# 왕변나
왕변나(王辯那, ?~?)는 백제의 외교관으로, 장사(長史)라는 직책을 역임했다.
598년, 수나라에 사신으로서 방문한 그는 수나라가 만약 고구려를 침공할 경우 백제도 협력하겠다는 백제 위덕왕의 뜻을 전했다.
이후 수나라로부터 후한 대접을 받고 백제로 귀국했다.